# Chloroceryle
Chloroceryle Kaup, 1848 è un genere di uccelli coraciiformi della famiglia Alcedinidae.

## Tassonomia
Comprende le seguenti specie:
- Chloroceryle aenea (Pallas, 1764) - martin pescatore pigmeo
- Chloroceryle inda (Linnaeus, 1766) - martin pescatore verde e rossiccio
- Chloroceryle americana (Gmelin, JF, 1788) - martin pescatore verde
- Chloroceryle amazona (Latham, 1790) - martin pescatore dell'Amazzonia